# Bedeutungsentlehnung

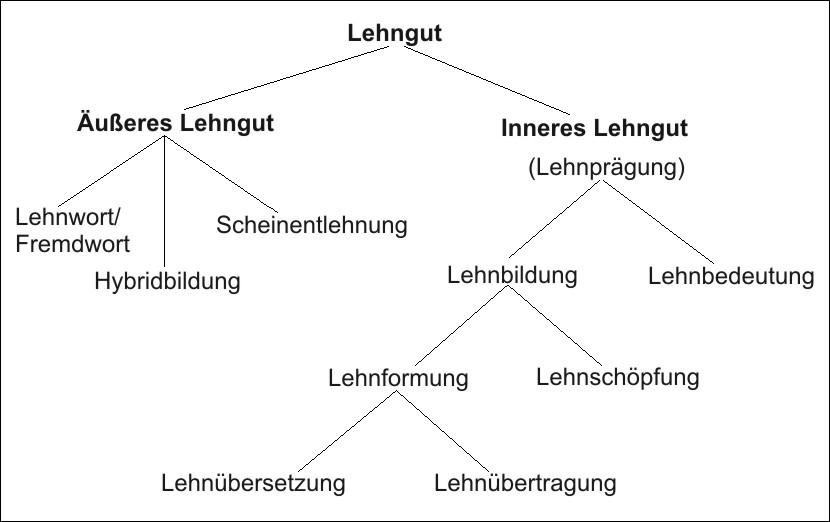
Formen der Entlehnung nach Werner Betz (1959)

Bedeutungsentlehnung nennt man den sprachlichen Entlehnungsvorgang, bei dem der spezifische Bedeutungsgehalt eines geprägten Begriffs oder ein Vorstellungskomplex, die dann als Lehnbedeutung bezeichnet werden, aus einer Sprache in eine andere ohne Übernahme des Wortkörpers übernommen wird. Dabei erhält ein bereits vorhandenes heimisches Wort oder Lehnwort den semantischen Wert des fremden Begriffs. In der Regel erfolgt bei diesem Vorgang kein Ersatz, sondern eine Erweiterung des ursprünglichen Bedeutungsgehalts dieses Wortes.
Lehnbedeutungen sind oft die Folge eines engen Sprachkontakts. Eine Teiläquivalenz von Wörtern (weitgehende semantische Übereinstimmung) kann zur analogischen Erweiterung des Begriffsumfangs führen (z. B. engl. cut „schneiden; auch: jemanden geflissentlich übersehen“, daher dt. (jmd.) schneiden; lat. legere „aufsammeln; auch: lesen“, daher dt. lesen, zunächst nur „aufsammeln“, dann auch „lesen“). Solange derartige Entlehnungsprozesse noch im Gange sind, können sie als sprachfremde Neologismen wahrgenommen werden.
Bedeutungsentlehnung ist in der Sprachgeschichte besonders prominent und häufig im Zuge religiöser Mission. Viele deutsche Kirchenwörter sind Begriffsübernahmen aus dem Lateinischen, diese ihrerseits aus dem Griechischen, wo oft noch ein alttestamentlich-hebräisches Wort im Hintergrund steht. Oft bestanden die ursprünglichen Konnotationen daneben fort und wirkten auf Religiosität und Theologie zurück. Die dabei entstehenden Bedeutungsverschiebungen zum Ursprungsbegriff einerseits und zum Alltagswort andererseits können beträchtliche Verstehensschwierigkeiten verursachen, vgl. etwa Rechtfertigung (Theologie).
Solche jüdisch-christlichen Lehnbegriffsreihen sind z. B.
- berít – diathéke – testamentum – Bund
- zedaká – dikaiosüne – iustitia – Gerechtigkeit
- torá – nomos – lex – Gesetz
- kabód – doxa – gloria – Herrlichkeit

Ein Beispiel für die Bedeutungserweiterung bei einem bereits integrierten Lehnwort ist Brigade. Während dieses im Deutschen zunächst eine militärische Bedeutung hatte (siehe Brigade), wurde seine Semantik in der DDR um eine aus dem planwirtschaftlichen Kontext kommende erweitert (siehe Brigade (DDR)). Vorbild für diese Bedeutungserweiterung war das russische Wort brigada (бригада). Dasselbe gilt auch für den in der Planwirtschaft gebräuchlichen Begriff der Norm – nach russisch norma (норма).
Eng verwandt mit der Lehnbedeutung sind verschiedene Arten der Lehnbildung; zusammen werden beide als Lehnprägungen (Semantische Entlehnung) klassifiziert.